# Abierto de Estados Unidos 2016
El Abierto de Estados Unidos 2016 (o US Open) se llevó a cabo en las canchas de superficie dura del USTA Billie Jean King National Tennis Center de Flushing Meadows, Nueva York, Estados Unidos, entre el 29 de agosto y el 11 de septiembre de 2016. Además de ser la 136.ª edición del Abierto, este fue el cuarto y último torneo del Grand Slam del año.
Novak Djokovic, el campeón defensor del individual masculino, perdió la final ante Stanislas Wawrinka. Mientras que, la ganadora del individual femenino de 2015, Flavia Pennetta, no pudo defender su título debido a que se retiró al final de esa temporada.

## Torneo
El Abierto de Estados Unidos 2016 fue la 136ª edición del torneo celebrado en el USTA Billie Jean King National Tennis Center de Flushing Meadows-Corona Park en Queens, Nueva York, Estados Unidos. Es un evento de la Federación Internacional de Tenis (ITF, por sus siglas en inglés) que forma parte del Tour Mundial de la ATP de 2016 y del Tour de la WTA de 2016 bajo la categoría de Grand Slam. Contó con eventos individuales y dobles para jugadores júnior (menores de 18 años) y eventos individuales, dobles y quad para tenistas masculinos y femeninos en silla de ruedas como parte del Tour NEC bajo la categoría de Grand Slam.
El torneo se jugó en las 17 canchas de pista dura de DecoTurf del National Tennis Center, que incluyen las tres canchas principales: Estadio Arthur Ashe, Estadio Louis Armstrong y el Grandstand.

## Distribución de puntos y premio monetario

### Puntos

#### Sénior
| Evento               | G    | F    | SF  | CF  | Ronda de 16 | Ronda de 32 | Ronda de 64 | Ronda de 128 | C  | C3 | C2 | C1 |
| Individual masculino | 2000 | 1200 | 720 | 360 | 180         | 90          | 45          | 10           | 25 | 16 | 8  | 0  |
| Dobles masculino     | 2000 | 1200 | 720 | 360 | 180         | 90          | 0           | —            | —  | —  | —  | —  |
| Individual femenino  | 2000 | 1300 | 780 | 430 | 240         | 130         | 70          | 10           | 40 | 30 | 20 | 2  |
| Dobles femenino      | 2000 | 1300 | 780 | 430 | 240         | 130         | 10          | —            | —  | —  | —  | —  |

| Evento               | G   | F   | SF  | CF  | Ronda de 16 | Ronda de 32 | C  | C3 |
| Individual masculino | 375 | 270 | 180 | 120 | 75          | 30          | 25 | 20 |
| Individual femenino  | 375 | 270 | 180 | 120 | 75          | 30          | 25 | 20 |
| Dobles masculino     | 270 | 180 | 120 | 75  | 45          | —           | —  | —  |
| Dobles femenino      | 270 | 180 | 120 | 75  | 45          | —           | —  | —  |

| Evento            | G   | F   | SF/3.º | CF/4.º |
| Individual        | 800 | 500 | 375    | 100    |
| Dobles            | 800 | 500 | 100    | —      |
| Quad (Individual) | 800 | 500 | 375    | 100    |
| Quad (Dobles)     | 800 | 100 | —      | —      |

### Premio
| Evento        | G          | F          | SF       | CF       | Ronda de 16 | Ronda de 32 | Ronda de 64 | Ronda de 128 | C3      | C2    | C1    |
| Individual    | $3 000 000 | $1 450 000 | $730 000 | $370 250 | $187 300    | $105 090    | $60 420     | $35 754      | $13 351 | $8781 | $4551 |
| Dobles *      | $520 000   | $250 000   | $124 450 | $62 060  | $32 163     | $20 063     | $13 375     | —            | —       | —     | —     |
| Dobles mixto* | $150 000   | $70 000    | $30 000  | $15 000  | $10 000     | $5000       | —           | —            | —       | —     | —     |

* por equipo

#### Gratificación
Los primeros tres jugadores del US Open Series 2016 reciben un gratificación monetaria, dependiendo del lugar que ocupen en el Abierto de Estados Unidos de 2016.
| Emirates Airline US Open Series Finish 2016 | US Open Series 2016 | US Open Series 2016 | US Open Series 2016 | US Open Series 2016 | US Open Series 2016 | US Open Series 2016 | US Open Series 2016 | US Open Series 2016 | Ganadores           | Ganadores |
| ------------------------------------------- | ------------------- | ------------------- | ------------------- | ------------------- | ------------------- | ------------------- | ------------------- | ------------------- | ------------------- | --------- |
| Emirates Airline US Open Series Finish 2016 | G                   | F                   | SF                  | CF                  | Ronda de 16         | Ronda de 32         | Ronda de 64         | Ronda de 128        | Ganadores           | Ganadores |
| 1.er lugar                                  | $1 000 000          | $500 000            | $250 000            | $125 000            | $70 000             | $40 000             | $25 000             | $15 000             | Kei Nishikori       | $250 000  |
| 1.er lugar                                  | $1 000 000          | $500 000            | $250 000            | $125 000            | $70 000             | $40 000             | $25 000             | $15 000             | Agnieszka Radwańska | $70 000   |
| 2.º lugar                                   | $500 000            | $250 000            | $125 000            | $62 500             | $35 000             | $20 000             | $12 500             | $7500               | Grigor Dimitrov     | $35 000   |
| 2.º lugar                                   | $500 000            | $250 000            | $125 000            | $62 500             | $35 000             | $20 000             | $12 500             | $7500               | Johanna Konta       | $35 000   |
| 3.er lugar                                  | $250 000            | $125 000            | $62 500             | $31 250             | $17 500             | $10 000             | $6250               | $3750               | Milos Raonic        | $6250     |
| 3.er lugar                                  | $250 000            | $125 000            | $62 500             | $31 250             | $17 500             | $10 000             | $6250               | $3750               | Simona Halep        | $31 250   |

## Actuación de los jugadores en el torneo

### Individual masculino
| Campeón                        | Campeón                 | Finalista                  | Finalista                  |
| ------------------------------ | ----------------------- | -------------------------- | -------------------------- |
| Stan Wawrinka                  | Stan Wawrinka           | Novak Djokovic             | Novak Djokovic             |
| Semifinalistas                 |                         |                            |                            |
| Gaël Monfils [10]              | Gaël Monfils [10]       | Kei Nishikori [6]          | Kei Nishikori [6]          |
| Eliminados en cuartos de final |                         |                            |                            |
| Jo-Wilfried Tsonga [9]         | Lucas Pouille [24]      | Juan Martín del Potro [WC] | Andy Murray [2]            |
| Eliminados en cuarta ronda     |                         |                            |                            |
| Kyle Edmund                    | Jack Sock [26]          | Rafael Nadal [4]           | Marcos Baghdatis           |
| Dominic Thiem [8]              | Iliá Marchenko          | Ivo Karlović [21]          | Grigor Dimitrov [22]       |
| Eliminados en tercera ronda    |                         |                            |                            |
| Mijaíl Yuzhny                  | John Isner [20]         | Kevin Anderson [23]        | Marin Čilić [7]            |
| Andréi Kuznetsov               | Roberto Bautista [15]   | Nicolás Almagro            | Ryan Harrison [Q]          |
| Pablo Carreño                  | David Ferrer [11]       | Nick Kyrgios [14]          | Daniel Evans               |
| Nicolas Mahut                  | Jared Donaldson [Q]     | João Sousa                 | Paolo Lorenzi              |
| Eliminados en segunda ronda    |                         |                            |                            |
| Jiří Veselý                    | Guido Pella             | Steve Darcis [Q]           | Ernesto Escobedo [WC]      |
| James Duckworth [WC]           | Vasek Pospisil          | Mischa Zverev [Q]          | Sergui Stajovski           |
| Andreas Seppi                  | Albert Ramos [31]       | Marco Chiudinelli [Q]      | Federico Delbonis          |
| Jan Šátral [Q]                 | Pablo Cuevas [18]       | Benoît Paire [32]          | Milos Raonic [5]           |
| Ričardas Berankis              | Janko Tipsarević [PR]   | Steve Johnson [19]         | Fabio Fognini              |
| Horacio Zeballos               | Damir Džumhur           | Alexander Zverev [27]      | Alessandro Giannessi [Q]   |
| Karen Jachánov [Q]             | Paul-Henri Mathieu      | Donald Young               | Viktor Troicki             |
| Feliciano López [16]           | Jérémy Chardy           | Gilles Simon [30]          | Marcel Granollers          |
| Eliminados en primera ronda    |                         |                            |                            |
| Jerzy Janowicz [PR]            | Saketh Myneni [Q]       | Bjorn Fratangelo [WC]      | Martin Kližan [28]         |
| Frances Tiafoe [WC]            | Steve Darcis [Q]        | Lukáš Lacko                | Richard Gasquet [13]       |
| Guido Andreozzi [Q]            | Robin Haase             | Jozef Kovalík [LL]         | Yoshihito Nishioka         |
| Taylor Fritz                   | Pierre-Hugues Herbert   | Gastão Elias               | Rogério Dutra Silva        |
| Denis Istomin                  | Stéphane Robert         | Thomaz Bellucci            | Julien Benneteau [PR]      |
| Mijaíl Kukushkin               | Guilherme Clezar [Q]    | Brian Baker [PR]           | Guillermo García-López     |
| Gilles Müller                  | Mackenzie McDonald [WC] | Márton Fucsovics [Q]       | Dudi Sela                  |
| Dušan Lajović                  | Facundo Bagnis          | Adrian Mannarino           | Dustin Brown               |
| John Millman                   | Malek Jaziri            | Ilia Ivashka [Q]           | Sam Querrey [29]           |
| Yevgueni Donskói               | Diego Schwartzman       | Teimuraz Gabashvili        | Aleksandr Dolgopólov       |
| Aljaž Bedene                   | Florian Mayer           | Ivan Dodig                 | Bernard Tomic [17]         |
| Daniel Brands [LL]             | Rajeev Ram [WC]         | Denis Kudla                | Fernando Verdasco          |
| Benjamin Becker                | Thomas Fabbiano [Q]     | Christian Harrison [Q]     | Philipp Kohlschreiber [25] |
| Lu Yen-hsun                    | Jan-Lennard Struff      | Radu Albot                 | David Goffin [12]          |
| Borna Ćorić                    | Víctor Estrella         | Michael Mmoh [Q]           | Íñigo Cervantes            |
| Radek Štěpánek [Q]             | Carlos Berlocq          | Juan Mónaco                | Lukáš Rosol                |

### Individual femenino
| Campeona                       | Campeona                 | Finalista                      | Finalista               |
| ------------------------------ | ------------------------ | ------------------------------ | ----------------------- |
| Angelique Kerber [2]           | Angelique Kerber [2]     | Karolína Plíšková [10]         | Karolína Plíšková [10]  |
| Semifinalistas                 |                          |                                |                         |
| Serena Williams [1]            | Serena Williams [1]      | Caroline Wozniacki             | Caroline Wozniacki      |
| Eliminadas en cuartos de final |                          |                                |                         |
| Simona Halep [5]               | Ana Konjuh               | Anastasija Sevastova           | Roberta Vinci [7]       |
| Eliminadas en cuarta ronda     |                          |                                |                         |
| Yaroslava Shvédova             | Carla Suárez [11]        | Agnieszka Radwańska [4]        | Venus Williams [6]      |
| Madison Keys [8]               | Johanna Konta [13]       | Lesia Tsurenko                 | Petra Kvitová [14]      |
| Eliminadas en tercera ronda    |                          |                                |                         |
| Johanna Larsson                | Zhang Shuai              | Yelena Vesniná [19]            | Tímea Babos [31]        |
| Caroline Garcia [25]           | Varvara Lepchenko        | Anastasiya Pavliuchenkova [17] | Laura Siegemund [26]    |
| Naomi Osaka                    | Monica Niculescu         | Belinda Bencic [24]            | Kateryna Bondarenko     |
| Carina Witthöft                | Dominika Cibulková [12]  | Elina Svitolina [22]           | Catherine Bellis [Q]    |
| Eliminadas en segunda ronda    |                          |                                |                         |
| Vania King [WC]                | Denisa Allertová         | Wang Qiang                     | Samantha Stosur [16]    |
| Jelena Janković                | Annika Beck              | Richèl Hogenkamp [Q]           | Lucie Šafářová          |
| Naomi Broady                   | Kateřina Siniaková       | Kurumi Nara                    | Timea Bacsinszky [15]   |
| Montserrat González [Q]        | Kristina Mladenovic      | Nicole Gibbs                   | Julia Görges            |
| Kayla Day [WC]                 | Duan Yingying [Q]        | Ana Bogdan [Q]                 | Svetlana Kuznetsova [9] |
| Tsvetana Pironkova             | Andrea Petkovic          | Zheng Saisai                   | Garbiñe Muguruza [3]    |
| Christina McHale               | Yulia Putintseva         | Wang Yafan [Q]                 | Yevguenia Ródina        |
| Çağla Büyükakçay               | Lauren Davis [WC]        | Shelby Rogers                  | Mirjana Lučić-Baroni    |
| Eliminadas en primera ronda    |                          |                                |                         |
| Yekaterina Makárova            | Antonia Lottner [Q]      | Karin Knapp                    | Ana Ivanović [29]       |
| Daria Kasátkina [23]           | Lara Arruabarrena        | Ellen Perez [WC]               | Camila Giorgi           |
| Teliana Pereira                | Mariana Duque Mariño     | Nadia Podoroska                | Anett Kontaveit         |
| Barbara Haas [Q]               | Heather Watson           | Daria Gavrilova                | Kirsten Flipkens        |
| Jessica Pegula [Q]             | Laura Robson [Q]         | Eugénie Bouchard               | Pauline Parmentier      |
| Kiki Bertens [20]              | Stefanie Vögele          | Peng Shuai [PR]                | Vitalia Diachenko [PR]  |
| Sofia Kenin [WC]               | Danka Kovinić            | Nao Hibino                     | Louisa Chirico          |
| Patricia Maria Țig             | Aleksandra Krunić [Q]    | Yanina Wickmayer               | Kateryna Kozlova        |
| Alison Riske                   | Madison Brengle          | Maria Sakkari                  | Coco Vandeweghe [28]    |
| Barbora Strýcová [18]          | Sorana Cîrstea           | Taylor Townsend [Q]            | Francesca Schiavone     |
| Bethanie Mattek-Sands [WC]     | Virginie Razzano [WC]    | Kristína Kučová [Q]            | Samantha Crawford       |
| Mónica Puig [32]               | Su-Wei Hsieh             | Anna Schmiedlová               | Elise Mertens [Q]       |
| Anna-Lena Friedsam             | Mona Barthel             | Sabine Lisicki                 | Misaki Doi [30]         |
| Irina-Camelia Begu [21]        | Alison Van Uytvanck [LL] | Danielle Collins [WC]          | Magda Linette           |
| Jeļena Ostapenko               | Irina Falconi            | Aliaksandra Sasnovich          | Mandy Minella [Q]       |
| Sara Errani [27]               | Viktorija Golubic        | Alizé Cornet                   | Polona Hercog           |

## Sumario

### Día 1 (29 de agosto)
- Cabezas de serie eliminados:
  - Individual masculino:  Richard Gasquet [13],  Martin Klizan [29]
  - Individual femenino:  Barbora Strýcová [18],  Irina-Camelia Begu [21],  Sara Errani [27],  Coco Vandeweghe [28],  Misaki Doi [30],  Mónica Puig [32]
- Orden de juego

| Partidos en las canchas principales       | Partidos en las canchas principales | Partidos en las canchas principales | Partidos en las canchas principales |
| Partidos en el Arthur Ashe Stadium        | Partidos en el Arthur Ashe Stadium  | Partidos en el Arthur Ashe Stadium  | Partidos en el Arthur Ashe Stadium  |
| Evento                                    | Ganador                             | Perdedor                            | Marcador                            |
| ----------------------------------------- | ----------------------------------- | ----------------------------------- | ----------------------------------- |
| Individual femenino - Primera ronda       | Roberta Vinci [7]                   | Anna-Lena Friedsam                  | 6-2, 6-4                            |
| Individual femenino - Primera ronda       | Angelique Kerber [2]                | Polona Hercog                       | 6-0, 1-0 retiro                     |
| Individual masculino - Primera ronda      | Rafael Nadal [4]                    | Denis Istomin                       | 6-1, 6-4, 6-2                       |
| Individual masculino - Primera ronda      | Novak Djokovic [1]                  | Jerzy Janowicz [PR]                 | 6-3, 5-7, 6-2, 6-1                  |
| Individual femenino - Primera ronda       | Madison Keys [8]                    | Alison Riske                        | 4-6, 7-6(7-3), 6-2                  |
| Partidos en el Louis Armstrong Stadium    |                                     |                                     |                                     |
| Evento                                    | Ganador                             | Perdedor                            | Marcador                            |
| Individual masculino - Primera ronda      | Marin Čilić [7]                     | Rogério Dutra Silva                 | 6-4, 7-5, 6-1                       |
| Individual femenino - Primera ronda       | Svetlana Kuznetsova [9]             | Francesca Schiavone                 | 6-1, 6-2                            |
| Individual femenino - Primera ronda       | Garbiñe Muguruza [3]                | Elise Mertens [Q]                   | 2-6, 6-0, 6-3                       |
| Individual masculino - Primera ronda      | Jack Sock [26]                      | Taylor Fritz                        | 7-6(7-3), 7-5, 3-6, 1-6, 6-4        |
| Partidos en Grandstand                    |                                     |                                     |                                     |
| Evento                                    | Ganador                             | Perdedor                            | Marcador                            |
| Individual femenino - Primera ronda       | Caroline Wozniacki                  | Taylor Townsend [Q]                 | 4-6, 6-3, 6-4                       |
| Individual masculino - Primera ronda      | John Isner [20]                     | Frances Tiafoe [WC]                 | 3-6, 4-6, 7-6(7-5), 6-2, 7-6(7-3)   |
| Individual masculino - Primera ronda      | Jo-Wilfried Tsonga [9]              | Guido Andreozzi [Q]                 | 6-3, 6-4, 6-4                       |
| Individual femenino - Primera ronda       | Johanna Konta [13]                  | Bethanie Mattek-Sands [WC]          | 6-3, 6-3                            |
| En azul se indican los partidos nocturnos |                                     |                                     |                                     |

### Día 2 (30 de agosto)
- Cabezas de serie eliminados:
  - Individual masculino:  David Goffin [12],  Bernard Tomic [17],  Philipp Kohlschreiber [25],  Sam Querrey [29]
  - Individual femenino:  Kiki Bertens [20],  Daria Kasátkina [23],  Ana Ivanović [29]
- Orden de juego

| Partidos en las canchas principales       | Partidos en las canchas principales | Partidos en las canchas principales | Partidos en las canchas principales |
| Partidos en el Arthur Ashe Stadium        | Partidos en el Arthur Ashe Stadium  | Partidos en el Arthur Ashe Stadium  | Partidos en el Arthur Ashe Stadium  |
| Evento                                    | Ganador                             | Perdedor                            | Marcador                            |
| ----------------------------------------- | ----------------------------------- | ----------------------------------- | ----------------------------------- |
| Individual femenino - Primera ronda       | Simona Halep [5]                    | Kirsten Flipkens                    | 6-0, 6-2                            |
| Individual masculino - Primera ronda      | Stan Wawrinka [3]                   | Fernando Verdasco                   | 7-6(7-4), 6-4, 6-4                  |
| Individual femenino - Primera ronda       | Venus Williams [6]                  | Kateryna Kozlova                    | 6-2, 5-7, 6-4                       |
| Individual femenino - Primera ronda       | Serena Williams [1]                 | Yekaterina Makárova                 | 6-3, 6-3                            |
| Individual masculino - Primera ronda      | Andy Murray [2]                     | Lukáš Rosol                         | 6-3, 6-2, 6-2                       |
| Partidos en el Louis Armstrong Stadium    |                                     |                                     |                                     |
| Evento                                    | Ganador                             | Perdedor                            | Marcador                            |
| Individual masculino - Primera ronda      | Denisa Allertová                    | Ana Ivanović [29]                   | 7-6(7-4), 6-1                       |
| Individual masculino - Primera ronda      | Janko Tipsarević [PR]               | Sam Querrey [29]                    | 7-6(7-4), 6-7(0-7), 6-3, 6-3        |
| Individual masculino - Primera ronda      | Juan Martín del Potro [WC]          | Diego Schwartzman                   | 6-4, 6-4, 7-6(7-3)                  |
| Individual femenino - Primera ronda       | Agnieszka Radwańska [4]             | Jessica Pegula [Q]                  | 6-1, 6-1                            |
| Partidos en Grandstand                    |                                     |                                     |                                     |
| Evento                                    | Ganador                             | Perdedor                            | Marcador                            |
| Individual masculino - Primera ronda      | Kei Nishikori [6]                   | Benjamin Becker                     | 6-1, 6-1, 3-6, 6-3                  |
| Individual femenino - Primera ronda       | Kateřina Siniaková                  | Eugénie Bouchard                    | 6-3, 3-6, 6-2                       |
| Individual femenino - Primera ronda       | Anastasiya Pavliuchenkova [17]      | Louisa Chirico                      | 6-1, 6-4                            |
| Individual masculino - Primera ronda      | Steve Johnson [19]                  | Yevgueni Donskói                    | 4-6, 2-6, 7-6(7-2), 6-3, 6-3        |
| En azul se indican los partidos nocturnos |                                     |                                     |                                     |

### Día 3 (31 de agosto)
- Cabezas de serie eliminados:
  - Individual masculino:  Milos Raonic [5],  Pablo Cuevas [18],  Albert Ramos [31],  Benoît Paire [32]
  - Individual femenino:  Garbiñe Muguruza [3],  Svetlana Kuznetsova [9]
  - Dobles masculino:  Ivan Dodig  /  Marcelo Melo [2],  Julien Benneteau  /  Édouard Roger-Vasselin [11],  Juan Sebastián Cabal  /  Robert Farah [13],  Radek Štěpánek  /  Nenad Zimonjić [13]
  - Dobles femenino:
  - Dobles mixto:  Raquel Atawo  /  Jean-Julien Rojer [4]
- Orden de juego

| Partidos en las canchas principales       | Partidos en las canchas principales | Partidos en las canchas principales | Partidos en las canchas principales |
| Partidos en el Arthur Ashe Stadium        | Partidos en el Arthur Ashe Stadium  | Partidos en el Arthur Ashe Stadium  | Partidos en el Arthur Ashe Stadium  |
| Evento                                    | Ganador                             | Perdedor                            | Marcador                            |
| ----------------------------------------- | ----------------------------------- | ----------------------------------- | ----------------------------------- |
| Individual femenino - Segunda ronda       | Petra Kvitová [14]                  | Çağla Büyükakçay                    | 7-6(7-2), 6-3                       |
| Individual femenino - Segunda ronda       | Caroline Wozniacki                  | Svetlana Kuznetsova [9]             | 6–4, 6–4                            |
| Individual masculino - Segunda ronda      | Novak Djokovic [1]                  | Jiří Veselý                         | Walkover                            |
| Individual masculino - Segunda ronda      | Gaël Monfils [10]                   | Jan Šátral [Q]                      | 7–5, 6–4, 6–3                       |
| Individual femenino - Segunda ronda       | Anastasija Sevastova                | Garbiñe Muguruza [3]                | 7–5, 6–4                            |
| Individual masculino - Segunda ronda      | Rafael Nadal [4]                    | Andreas Seppi                       | 6–0, 7–5, 6–1                       |
| Partidos en el Louis Armstrong Stadium    |                                     |                                     |                                     |
| Evento                                    | Ganador                             | Perdedor                            | Marcador                            |
| Individual femenino - Segunda ronda       | Roberta Vinci [7]                   | Christina McHale                    | 6-1, 6-3                            |
| Individual masculino - Segunda ronda      | John Isner [20]                     | Steve Darcis [Q]                    | 6–3, 6–4, 6–7(10–12), 6–3           |
| Individual femenino - Segunda ronda       | Angelique Kerber [2]                | Mirjana Lučić-Baroni                | 6–2, 7–6(9–7)                       |
| Individual masculino - Segunda ronda      | Jack Sock [26]                      | Mischa Zverev [Q]                   | 6–1, 6–1, 6–2                       |
| Individual femenino - Segunda ronda       | Madison Keys [5]                    | Kayla Day [WC]                      | 6–1, 6–1                            |
| Partidos en Grandstand                    |                                     |                                     |                                     |
| Evento                                    | Ganador                             | Perdedor                            | Marcador                            |
| Individual masculino - Segunda ronda      | Kevin Anderson [23]                 | Vasek Pospisil                      | 7–6(7–3), 6–4, 6–4                  |
| Individual masculino - Segunda ronda      | Ryan Harrison [Q]                   | Milos Raonic [5]                    | 6–7(4–7), 7-5, 7-5, 6-1             |
| Individual femenino - Segunda ronda       | Catherine Bellis [Q]                | Shelby Rogers                       | 2–6, 6–2, 6–2                       |
| En azul se indican los partidos nocturnos |                                     |                                     |                                     |

### Día 4 (1 de septiembre)
- Cabezas de serie eliminados:
  - Individual masculino:  Feliciano López [16],  Steve Johnson [19],  Alexander Zverev [27],  Gilles Simon [30]
  - Individual femenino:  Timea Bacsinszky [15],  Samantha Stosur [16]
  - Dobles masculino:  Daniel Nestor /  Vasek Pospisil [6],  Treat Huey /  Max Mirnyi [9]
  - Dobles femenino:
  - Dobles mixto:
- Orden de juego

| Partidos en las canchas principales       | Partidos en las canchas principales | Partidos en las canchas principales | Partidos en las canchas principales |
| Partidos en el Arthur Ashe Stadium        | Partidos en el Arthur Ashe Stadium  | Partidos en el Arthur Ashe Stadium  | Partidos en el Arthur Ashe Stadium  |
| Evento                                    | Ganador                             | Perdedor                            | Marcador                            |
| ----------------------------------------- | ----------------------------------- | ----------------------------------- | ----------------------------------- |
| Individual femenino - Segunda ronda       | Simona Halep [5]                    | Lucie Šafářová                      | 6–3, 6–4                            |
| Individual masculino - Segunda ronda      | Andy Murray [2]                     | Marcel Granollers                   | 6–4, 6–1, 6–4                       |
| Individual femenino - Segunda ronda       | Venus Williams [5]                  | Julia Görges                        | 6–2, 6–3                            |
| Individual femenino - Segunda ronda       | Serena Williams [1]                 | Vania King [WC]                     | 6–3, 6–3                            |
| Individual masculino - Segunda ronda      | Juan Martín del Potro [WC]          | Steve Johnson [19]                  | 7–6(7–5), 6–3, 6–2                  |
| Partidos en el Louis Armstrong Stadium    |                                     |                                     |                                     |
| Evento                                    | Ganador                             | Perdedor                            | Marcador                            |
| Individual masculino - Segunda ronda      | Kei Nishikori [6]                   | Karen Jachánov [Q]                  | 6–4, 4–6, 6–4, 6–3                  |
| Individual femenino - Segunda ronda       | Agnieszka Radwańska [4]             | Naomi Broady                        | 7–6(11–9), 6–3                      |
| Individual masculino - Segunda ronda      | Stan Wawrinka [3]                   | Alessandro Giannessi [Q]            | 6–1, 7–6(7–4), 7–5                  |
| Partidos en Grandstand                    |                                     |                                     |                                     |
| Evento                                    | Ganador                             | Perdedor                            | Marcador                            |
| Individual femenino - Segunda ronda       | Karolína Plíšková                   | Montserrat González [Q]             | 6-1, 7-5                            |
| Individual masculino - Segunda ronda      | Dominic Thiem [8]                   | Ricardas Berankis                   | 6-4, 6-3, 6-2                       |
| Individual femenino - Segunda ronda       | Zhang Shuai                         | Samantha Stosur [16]                | 6–3, 6–3                            |
| Individual masculino - Segunda ronda      | Nick Kyrgios [14]                   | Horacio Zeballos                    | 7–5, 6–4, 6–4                       |
| En azul se indican los partidos nocturnos |                                     |                                     |                                     |

### Día 5 (2 de septiembre)
- Cabezas de serie eliminados:
  - Individual masculino:  Marin Čilić [7],  Roberto Bautista [15],  John Isner [20],  Kevin Anderson [23]
  - Individual femenino:  Dominika Cibulková [12],  Elina Svitolina [22],  Belinda Bencic [24]
  - Dobles masculino:  Pablo Cuevas /  Marcel Granollers [14],  Oliver Marach /  Fabrice Martin [15]
  - Dobles femenino:  Chan Hao-ching /  Chan Yung-jan [2],  Raquel Atawo /  Abigail Spears [9],  Darija Jurak /  Anastasia Rodionova [14],  Kiki Bertens /  Johanna Larsson [15]
  - Dobles mixto:  Lucie Hradecká /  Marcin Matkowski  [8]
- Orden de juego

| Partidos en las canchas principales       | Partidos en las canchas principales  | Partidos en las canchas principales | Partidos en las canchas principales |
| Partidos en el Arthur Ashe Stadium        | Partidos en el Arthur Ashe Stadium   | Partidos en el Arthur Ashe Stadium  | Partidos en el Arthur Ashe Stadium  |
| Evento                                    | Ganador                              | Perdedor                            | Marcador                            |
| ----------------------------------------- | ------------------------------------ | ----------------------------------- | ----------------------------------- |
| Individual femenino - Tercera ronda       | Caroline Wozniacki                   | Monica Niculescu                    | 6-3, 6-1                            |
| Individual femenino - Tercera ronda       | Madison Keys [8]                     | Naomi Osaka                         | 7–5, 4–6, 7–6(7–3)                  |
| Individual masculino - Tercera ronda      | Novak Djokovic [1]                   | Mijaíl Yuzhny                       | 4–2, ret.                           |
| Individual masculino - Tercera ronda      | Rafael Nadal [4]                     | Andréi Kuznetsov                    | 6–1, 6–4, 6–2                       |
| Individual femenino - Tercera ronda       | Angelique Kerber [2]                 | Catherine Bellis [Q]                | 6–1, 6–1                            |
| Partidos en el Louis Armstrong Stadium    |                                      |                                     |                                     |
| Evento                                    | Ganador                              | Perdedor                            | Marcador                            |
| Individual femenino - Tercera ronda       | Roberta Vinci [7]                    | Carina Witthöft                     | 6–0, 5–7, 6–3                       |
| Individual masculino - Tercera ronda      | Jack Sock [26]                       | Marin Čilić [7]                     | 6–4, 6–3, 6–3                       |
| Individual femenino - Tercera ronda       | Petra Kvitová [14]                   | Elina Svitolina [22]                | 6–3, 6–4                            |
| Individual masculino - Tercera ronda      | Kyle Edmund                          | John Isner [20]                     | 6–4, 3–6, 6–2, 7–6(7–5)             |
| Partidos en Grandstand                    |                                      |                                     |                                     |
| Evento                                    | Ganador                              | Perdedor                            | Marcador                            |
| Individual masculino - Tercera ronda      | Jo-Wilfried Tsonga [9]               | Kevin Anderson [23]                 | 6–3, 6–4, 7–6(7–4)                  |
| Individual femenino - Tercera ronda       | Johanna Konta [13]                   | Belinda Bencic [24]                 | 6–2, 6–1                            |
| Individual masculino - Tercera ronda      | Gaël Monfils [10]                    | Nicolás Almagro                     | 6–4, 6–2, 6–4                       |
| Dobles masculino - Segunda ronda          | Bob Bryan [3] Mike Bryan [3]         | Jonathan Erlich Santiago González   | 6–4, 6–4                            |
| Dobles mixto - Primera ronda              | Gabriela Dabrowski Rohan Bopanna [3] | Jamie Loeb [WC] Noah Rubin [WC]     | 6–4, 6–4                            |
| En azul se indican los partidos nocturnos |                                      |                                     |                                     |

### Día 6 (3 de septiembre)
- Cabezas de serie eliminados:
  - Individual masculino:  David Ferrer [11],  Nick Kyrgios [14]
  - Individual femenino:  Anastasiya Pavliuchenkova [17],  Yelena Vesniná [19],  Caroline Garcia [25],  Tímea Babos [31]
  - Dobles masculino:  Raven Klaasen /  Rajeev Ram [7],  Henri Kontinen /  John Peers [10]
  - Dobles femenino:
  - Dobles mixto:  Andrea Hlaváčková /  Łukasz Kubot [6]
- Orden de juego

| Partidos en las canchas principales       | Partidos en las canchas principales | Partidos en las canchas principales | Partidos en las canchas principales |
| Partidos en el Arthur Ashe Stadium        | Partidos en el Arthur Ashe Stadium  | Partidos en el Arthur Ashe Stadium  | Partidos en el Arthur Ashe Stadium  |
| Evento                                    | Ganador                             | Perdedor                            | Marcador                            |
| ----------------------------------------- | ----------------------------------- | ----------------------------------- | ----------------------------------- |
| Individual femenino - Tercera ronda       | Simona Halep [4]                    | Tímea Babos [31]                    | 6–1, 2–6, 6–4                       |
| Individual femenino - Tercera ronda       | Serena Williams [1]                 | Johanna Larsson                     | 6-2, 6-1                            |
| Individual masculino - Tercera ronda      | Andy Murray [2]                     | Paolo Lorenzi                       | 7–6(7–4), 5–7, 6–2, 6–3             |
| Individual femenino - Tercera ronda       | Venus Williams [6]                  | Laura Siegemund [26]                | 6–1, 6–2                            |
| Individual masculino - Tercera ronda      | Iliá Marchenko                      | Nick Kyrgios [14]                   | 4–6, 6–4, 6–1, ret.                 |
| Partidos en el Louis Armstrong Stadium    |                                     |                                     |                                     |
| Evento                                    | Ganador                             | Perdedor                            | Marcador                            |
| Individual femenino - Tercera ronda       | Carla Suárez [11]                   | Yelena Vesniná [19]                 | 6–4, 6–3                            |
| Individual femenino - Tercera ronda       | Agnieszka Radwańska [4]             | Caroline Garcia                     | 6–2, 6–3                            |
| Individual masculino - Tercera ronda      | Juan Martín del Potro [WC]          | David Ferrer [11]                   | 7-6(7–2), 6-2, 6-3                  |
| Individual masculino - Tercera ronda      | Stan Wawrinka [3]                   | Daniel Evans                        | 4–6, 6–3, 6–7(6–8), 7–6(10–8), 6–2  |
| Partidos en Grandstand                    |                                     |                                     |                                     |
| Evento                                    | Ganador                             | Perdedor                            | Marcador                            |
| Individual masculino - Tercera ronda      | Dominic Thiem [8]                   | Pablo Carreño                       | 1–6, 6–4, 6–4, 7–5                  |
| Individual femenino - Tercera ronda       | Ana Konjuh                          | Varvara Lepchenko                   | 6–3, 3–6, 6–2                       |
| Individual femenino - Tercera ronda       | Karolína Plíšková [10]              | Anastasiya Pavliuchenkova [17]      | 6–2, 6–4                            |
| Individual masculino - Tercera ronda      | Kei Nishikori [6]                   | Nicolas Mahut                       | 4–6, 6–1, 6–2, 6–2                  |
| En azul se indican los partidos nocturnos |                                     |                                     |                                     |

### Día 7 (4 de septiembre)
- Cabezas de serie eliminados:
  - Individual masculino:  Rafael Nadal [4],  Jack Sock [26]
  - Individual femenino:  Madison Keys [8],  Johanna Konta [13],  Petra Kvitová [14]
  - Dobles masculino:  Tímea Babos /  Yaroslava Shvedova [3],  Julia Görges /  Karolína Plíšková [8],  Vania King /  Monica Niculescu [10],  Xu Yifan /  Zheng Saisai [11]
  - Dobles femenino:
  - Dobles mixto:  Sania Mirza /  Ivan Dodig [1],  Chan Hao-ching /  Max Mirnyi [5]
- Orden de juego

| Partidos en las canchas principales       | Partidos en las canchas principales    | Partidos en las canchas principales | Partidos en las canchas principales |
| Partidos en el Arthur Ashe Stadium        | Partidos en el Arthur Ashe Stadium     | Partidos en el Arthur Ashe Stadium  | Partidos en el Arthur Ashe Stadium  |
| Evento                                    | Ganador                                | Perdedor                            | Marcador                            |
| ----------------------------------------- | -------------------------------------- | ----------------------------------- | ----------------------------------- |
| Individual femenino - Cuarta ronda        | Anastasija Sevastova                   | Johanna Konta [13]                  | 6-4, 7-5                            |
| Individual femenino - Cuarta ronda        | Caroline Wozniacki                     | Madison Keys [8]                    | 6-3, 6-4                            |
| Individual masculino - Cuarta ronda       | Lucas Pouille [24]                     | Rafael Nadal [4]                    | 1-6, 6-2, 4-6, 6-3, 6-7(6-8)        |
| Individual femenino - Cuarta ronda        | Angelique Kerber [2]                   | Petra Kvitová [14]                  | 6–3, 7–5                            |
| Individual masculino - Cuarta ronda       | Novak Djokovic [1]                     | Kyle Edmund                         | 6–2, 6–1, 6–4                       |
| Partidos en el Louis Armstrong Stadium    |                                        |                                     |                                     |
| Evento                                    | Ganador                                | Perdedor                            | Marcador                            |
| Individual femenino - Cuarta ronda        | Roberta Vinci [7]                      | Lesia Tsurenko                      | 7-6(7-5), 6-2                       |
| Individual masculino - Cuarta ronda       | Jo-Wilfried Tsonga [9]                 | Jack Sock [26]                      | 6-3, 6-3, 6-7(7-9), 6-2             |
| Dobles masculino - Tercera ronda          | Bob Bryan [3] Mike Bryan [3]           | David Marrero Fernando Verdasco     | 2–6, 6–3, 7–5                       |
| Partidos en Grandstand                    |                                        |                                     |                                     |
| Evento                                    | Ganador                                | Perdedor                            | Marcador                            |
| Individual masculino - Cuarta ronda       | Gaël Monfils [10]                      | Marcos Baghdatis                    | 6-3, 6-2, 6-3                       |
| Dobles masculino - Tercera ronda          | Pablo Carreño Guillermo García-López   | Nicholas Monroe Donald Young        | 4-6, 7-6(7-4), 6-3                  |
| Dobles femenino - Tercera ronda           | Martina Hingis [6] Coco Vandeweghe [6] | Xu Yifan [11] Zheng Saisai [11]     | 6–4, 4–6, 6–2                       |
| En azul se indican los partidos nocturnos |                                        |                                     |                                     |

### Día 8 (5 de septiembre)
- Cabezas de serie eliminados:
  - Individual masculino:  Dominic Thiem [8],  Ivo Karlović [21],  Grigor Dimitrov [22]
  - Individual femenino:  Agnieszka Radwańska [4],  Venus Williams [6],  Carla Suárez [11]
  - Dobles masculino:  Jean-Julien Rojer /  Horia Tecău [5]
  - Dobles femenino:  Andrea Hlaváčková /  Lucie Hradecká [4]
  - Dobles mixto:
- Orden de juego

| Partidos en las canchas principales       | Partidos en las canchas principales         | Partidos en las canchas principales  | Partidos en las canchas principales |
| Partidos en el Arthur Ashe Stadium        | Partidos en el Arthur Ashe Stadium          | Partidos en el Arthur Ashe Stadium   | Partidos en el Arthur Ashe Stadium  |
| Evento                                    | Ganador                                     | Perdedor                             | Marcador                            |
| ----------------------------------------- | ------------------------------------------- | ------------------------------------ | ----------------------------------- |
| Individual masculino - Cuarta ronda       | Juan Martín del Potro [WC]                  | Dominic Thiem [8]                    | 6-3, 3-2 ret.                       |
| Individual femenino - Cuarta ronda        | Karolína Plíšková [10]                      | Venus Williams [6]                   | 4–6, 6–4, 7–6(7-3)                  |
| Individual femenino - Cuarta ronda        | Serena Williams [1]                         | Yaroslava Shvedova                   | 6–2, 6–3                            |
| Individual masculino - Cuarta ronda       | Andy Murray [2]                             | Grigor Dimitrov [22]                 | 6–1, 6–2, 6–2                       |
| Individual femenino - Cuarta ronda        | Ana Konjuh                                  | Agnieszka Radwańska [4]              | 6-4, 6-4                            |
| Partidos en el Louis Armstrong Stadium    |                                             |                                      |                                     |
| Evento                                    | Ganador                                     | Perdedor                             | Marcador                            |
| Individual femenino - Cuarta ronda        | Simona Halep [5]                            | Carla Suárez [11]                    | 6-2, 7-5                            |
| Individual masculino - Cuarta ronda       | Stan Wawrinka [3]                           | Iliá Marchenko                       | 6–4, 6–1, 6–7(5-7), 6–3             |
| Individual masculino - Cuarta ronda       | Kei Nishikori [6]                           | Ivo Karlović [21]                    | 6–3, 6–4, 7–6(7-4)                  |
| Dobles mixto - Cuartos de final           | Coco Vandeweghe [7] Rajeev Ram [7]          | Barbora Krejčíková Marin Draganja    | 6–3, 6–3                            |
| Partidos en Grandstand                    |                                             |                                      |                                     |
| Evento                                    | Ganador                                     | Perdedor                             | Marcador                            |
| Dobles femenino - Tercera ronda           | Andreja Klepač [13] Katarina Srebotnik [13] | Ala Kudriávtseva Sabine Lisicki      | 7-6(7-3), 6-0                       |
| Dobles masculino - Tercera ronda          | Pierre-Hugues Herbert Nicolas Mahut [1]     | Jeremy Chardy Sam Groth              | 6-4, 5-7, 6-4                       |
| Dobles femenino - Tercera ronda           | Sania Mirza [7] Barbora Strýcová [7]        | Nicole Gibbs Nao Hibino              | 6–4, 7–5                            |
| Dobles masculino - Tercera ronda          | Jamie Murray [4] Bruno Soares [4]           | Brian Baker [PR] Marcus Daniell [PR] | 6–3, 7–6(9-7)                       |
| En azul se indican los partidos nocturnos |                                             |                                      |                                     |

### Día 9 (6 de septiembre)
- Cabezas de serie eliminados:
  - Individual masculino:  Jo-Wilfried Tsonga [9],  Lucas Pouille [24]
  - Individual femenino:  Roberta Vinci [7]
  - Dobles masculino:  Bob Bryan /  Mike Bryan [3]
  - Dobles femenino:  Sania Mirza /  Barbora Strýcová [7],  Andreja Klepač /  Katarina Srebotnik [13]
  - Dobles mixto:  Yaroslava Shvedova /  Bruno Soares [2]
- Orden de juego

| Partidos en las canchas principales       | Partidos en las canchas principales            | Partidos en las canchas principales         | Partidos en las canchas principales |
| Partidos en el Arthur Ashe Stadium        | Partidos en el Arthur Ashe Stadium             | Partidos en el Arthur Ashe Stadium          | Partidos en el Arthur Ashe Stadium  |
| Evento                                    | Ganador                                        | Perdedor                                    | Marcador                            |
| ----------------------------------------- | ---------------------------------------------- | ------------------------------------------- | ----------------------------------- |
| Individual femenino - Cuartos de final    | Angelique Kerber [2]                           | Roberta Vinci [7]                           | 7-5, 6-0                            |
| Individual masculino - Cuartos de final   | Gaël Monfils [10]                              | Lucas Pouille [24]                          | 6-4, 6-3, 6-3                       |
| Individual femenino - Cuartos de final    | Caroline Wozniacki                             | Anastasija Sevastova                        | 6–0, 6–2                            |
| Individual masculino - Cuartos de final   | Novak Djokovic [1]                             | Jo-Wilfried Tsonga [9]                      | 6–3, 6–2, 0–0, ret.                 |
| Partidos en el Louis Armstrong Stadium    |                                                |                                             |                                     |
| Evento                                    | Ganador                                        | Perdedor                                    | Marcador                            |
| Dobles femenino - Cuartos de final        | Bethanie Mattek-Sands [12] Lucie Šafářová [12] | Asia Muhammad [WC] Taylor Townsend [WC]     | 6-1, 6-2                            |
| Dobles femenino - Cuartos de final        | Yekaterina Makárova [5] Yelena Vesniná [5]     | Andreja Klepač [13] Katarina Srebotnik [13] | 6-4, 6-2                            |
| Dobles masculino - Cuartos de final       | Feliciano López [8] Marc López [8]             | Bob Bryan [3] Mike Bryan [3]                | 7–6(7–2), 4–6, 6–3                  |
| Partidos en Grandstand                    |                                                |                                             |                                     |
| Evento                                    | Ganador                                        | Perdedor                                    | Marcador                            |
| Dobles mixto - Cuartos de final           | Laura Siegemund [13] Mate Pavić [13]           | Nicole Gibbs [WC] Dennis Novikov [WC]       | 6-2, 7-6(7-2)                       |
| Dobles mixto - Cuartos de final           | Chan Yung-jan Nenad Zimonjić                   | Yaroslava Shvedova [2] Bruno Soares [2]     | 1-6, 6-3, [13-11]                   |
| Dobles femenino - Cuartos de final        | Caroline Garcia [1] Kristina Mladenovic [1]    | Sania Mirza [7] Barbora Strýcová [7]        | 7-6(7-3), 6-1                       |
| En azul se indican los partidos nocturnos |                                                |                                             |                                     |

### Día 10 (7 de septiembre)
- Cabezas de serie eliminados:
  - Individual masculino:  Andy Murray [2]
  - Individual femenino:  Simona Halep [5]
  - Dobles masculino:  Łukasz Kubot /  Alexander Peya [12]
  - Dobles femenino:  Barbora Krejčíková /  Kateřina Siniaková [16]
  - Dobles mixto:
- Orden de juego

| Partidos en las canchas principales       | Partidos en las canchas principales         | Partidos en las canchas principales             | Partidos en las canchas principales |
| Partidos en el Arthur Ashe Stadium        | Partidos en el Arthur Ashe Stadium          | Partidos en el Arthur Ashe Stadium              | Partidos en el Arthur Ashe Stadium  |
| Evento                                    | Ganador                                     | Perdedor                                        | Marcador                            |
| ----------------------------------------- | ------------------------------------------- | ----------------------------------------------- | ----------------------------------- |
| Individual femenino - Cuartos de final    | Karolína Plíšková [10]                      | Ana Konjuh                                      | 6–2, 6–2                            |
| Individual masculino - Cuartos de final   | Kei Nishikori [6]                           | Andy Murray [2]                                 | 1-6, 6-4, 4-6, 6-1, 7-5             |
| Individual femenino - Cuartos de final    | Serena Williams [1]                         | Simona Halep [5]                                | 6-2, 4-6, 6-3                       |
| Individual masculino - Cuartos de final   | Stan Wawrinka [3]                           | Juan Martín del Potro [WC]                      | 7–6(7–5), 4–6, 6–3, 6–2             |
| Partidos en Grandstand                    |                                             |                                                 |                                     |
| Evento                                    | Ganador                                     | Perdedor                                        | Marcador                            |
| Dobles femenino - Cuartos de final        | Martina Hingis [6] Coco Vandeweghe [6]      | Barbora Krejčíková [16] Kateřina Siniaková [16] | 6–1, 6–2                            |
| Dobles masculino - Cuartos de final       | Pierre-Hugues Herbert [1] Nicolas Mahut [1] | Robert Lindstedt Aisam-ul-Haq Qureshi           | 6–3, 7–6(7–4)                       |
| Dobles mixto - Semifinales                | Coco Vandeweghe [7] Rajeev Ram [7]          | Anna-Lena Grönefeld Robert Farah                | 7–6(7–4), 6–4                       |
| En azul se indican los partidos nocturnos |                                             |                                                 |                                     |

### Día 11 (8 de septiembre)
- Cabezas de serie eliminados:
  - Individual femenino:  Serena Williams [1]
  - Dobles masculino:  Pierre-Hugues Herbert /  Nicolas Mahut [1],  Feliciano López /  Marc López [8]
  - Dobles femenino:  Yekaterina Makárova /  Yelena Vesniná [5],  Martina Hingis /  Coco Vandeweghe [6]
- Orden de juego

| Partidos en las canchas principales       | Partidos en las canchas principales            | Partidos en las canchas principales         | Partidos en las canchas principales |
| Partidos en el Arthur Ashe Stadium        | Partidos en el Arthur Ashe Stadium             | Partidos en el Arthur Ashe Stadium          | Partidos en el Arthur Ashe Stadium  |
| Evento                                    | Ganador                                        | Perdedor                                    | Marcador                            |
| ----------------------------------------- | ---------------------------------------------- | ------------------------------------------- | ----------------------------------- |
| Individual femenino - Semifinales         | Karolína Plíšková [10]                         | Serena Williams [1]                         | 6-2, 7-6(7-5)                       |
| Individual femenino - Semifinales         | Angelique Kerber [2]                           | Caroline Wozniacki                          | 6-4, 6-3                            |
| Partidos en Grandstand                    |                                                |                                             |                                     |
| Evento                                    | Ganador                                        | Perdedor                                    | Marcador                            |
| Dobles femenino - Semifinales             | Bethanie Mattek-Sands [12] Lucie Šafářová [12] | Yekaterina Makárova [5] Yelena Vesniná [5]  | 6–2, 7–6(7–4)                       |
| Dobles femenino - Semifinales             | Caroline Garcia [1] Kristina Mladenovic [1]    | Martina Hingis [6] Coco Vandeweghe [6]      | 6–3, 6–4                            |
| Dobles masculino - Semifinales            | Jamie Murray [4] Bruno Soares [4]              | Pierre-Hugues Herbert [1] Nicolas Mahut [1] | 7-5, 4-6, 6-3                       |
| Dobles masculino - Semifinales            | Pablo Carreño Guillermo García-López           | Feliciano López [8] Marc López [8]          | 6–3, 7–6(7–4)                       |
| En azul se indican los partidos nocturnos |                                                |                                             |                                     |

### Día 12 (9 de septiembre)
- Cabezas de serie eliminados:
  - Individual masculino: Kei Nishikori [6]  Gaël Monfils [10]
  - Dobles mixto:  Coco Vandeweghe /  Rajeev Ram [7]
- Orden de juego

| Partidos en las canchas principales       | Partidos en las canchas principales | Partidos en las canchas principales | Partidos en las canchas principales |
| Partidos en el Arthur Ashe Stadium        | Partidos en el Arthur Ashe Stadium  | Partidos en el Arthur Ashe Stadium  | Partidos en el Arthur Ashe Stadium  |
| Evento                                    | Ganador                             | Perdedor                            | Marcador                            |
| ----------------------------------------- | ----------------------------------- | ----------------------------------- | ----------------------------------- |
| Dobles mixto - Final                      | Laura Siegemund Mate Pavić          | Coco Vandeweghe [7] Rajeev Ram [7]  | 6-4, 6-4                            |
| Individual masculino - Semifinales        | Novak Djokovic [1]                  | Gaël Monfils [10]                   | 6-3, 6-2, 3-6, 6-2                  |
| Individual masculino - Semifinales        | Stanislas Wawrinka [3]              | Kei Nishikori [6]                   | 4-6, 7-5, 6-4, 6-2                  |
| En azul se indican los partidos nocturnos |                                     |                                     |                                     |

### Día 13 (10 de septiembre)
- Cabezas de serie eliminados:
  - Individual femenino:
  - Dobles masculino:
- Orden de juego

| Partidos en las canchas principales       | Partidos en las canchas principales | Partidos en las canchas principales  | Partidos en las canchas principales |
| Partidos en el Arthur Ashe Stadium        | Partidos en el Arthur Ashe Stadium  | Partidos en el Arthur Ashe Stadium   | Partidos en el Arthur Ashe Stadium  |
| Evento                                    | Ganador                             | Perdedor                             | Marcador                            |
| ----------------------------------------- | ----------------------------------- | ------------------------------------ | ----------------------------------- |
| Dobles masculino - Final                  | Jamie Murray [4] Bruno Soares [4]   | Pablo Carreño Guillermo García-López | 6-2, 6-3                            |
| Individual femenino - Final               | Angelique Kerber [2]                | Karolína Plíšková [10]               | 6-3, 4-6, 6-4                       |
| En azul se indican los partidos nocturnos |                                     |                                      |                                     |

### Día 14 (11 de septiembre)
- Cabezas de serie eliminados:
  - Individual masculino:  Novak Djokovic [1]
  - Dobles femenino:  Caroline Garcia  Kristina Mladenovic [1]
- Orden de juego

| Partidos en las canchas principales       | Partidos en las canchas principales            | Partidos en las canchas principales         | Partidos en las canchas principales |
| Partidos en el Arthur Ashe Stadium        | Partidos en el Arthur Ashe Stadium             | Partidos en el Arthur Ashe Stadium          | Partidos en el Arthur Ashe Stadium  |
| Evento                                    | Ganador                                        | Perdedor                                    | Marcador                            |
| ----------------------------------------- | ---------------------------------------------- | ------------------------------------------- | ----------------------------------- |
| Dobles femenino - Final                   | Bethanie Mattek-Sands [12] Lucie Šafářová [12] | Caroline Garcia [1] Kristina Mladenovic [1] | 2–6, 7–6(7–5), 6–4                  |
| Individual masculino - Final              | Stan Wawrinka [3]                              | Novak Djokovic [1]                          | 6–7(1–7), 6–4, 7–5, 6–3             |
| En azul se indican los partidos nocturnos |                                                |                                             |                                     |

## Cabeza de serie

### Individual masculino
| Cabeza de serie | Rank | Jugador               | Puntos | Puntos que defender | Puntos ganados | Nuevos puntos | Ronda hasta la que avanzó en el torneo                |
| --------------- | ---- | --------------------- | ------ | ------------------- | -------------- | ------------- | ----------------------------------------------------- |
| 1               | 1    | Novak Djokovic        | 14840  | 2000                | 1200           | 14040         | Final, perdió ante Stan Wawrinka [3]                  |
| 2               | 2    | Andy Murray           | 9305   | 180                 | 360            | 9485          | Cuartos de final, perdió ante Kei Nishikori [6]       |
| 3               | 3    | Stan Wawrinka         | 4980   | 720                 | 2000           | 6260          | Campeón, venció a Novak Djokovic [1]                  |
| 4               | 5    | Rafael Nadal          | 4850   | 90                  | 180            | 4940          | Cuarta ronda, perdió ante Lucas Pouille [24]          |
| 5               | 6    | Milos Raonic          | 4805   | 90                  | 45             | 4760          | Segunda ronda, perdió ante Ryan Harrison [Q]          |
| 6               | 7    | Kei Nishikori         | 4165   | 10                  | 720            | 4875          | Semifinales, perdió ante Stan Wawrinka [3]            |
| 7               | 9    | Marin Čilić           | 3515   | 720                 | 90             | 2885          | Tercera ronda, perdió ante Jack Sock [26]             |
| 8               | 10   | Dominic Thiem         | 3205   | 90                  | 180            | 3205          | Cuarta ronda, retiro ante Juan Martín del Potro [WC]  |
| 9               | 11   | Jo-Wilfried Tsonga    | 2875   | 360                 | 360            | 2875          | Cuartos de final, retiro ante Novak Djokovic [1]      |
| 10              | 12   | Gaël Monfils          | 2835   | 10                  | 720            | 3545          | Semifinales, perdió ante Novak Djokovic [1]           |
| 11              | 13   | David Ferrer          | 2660   | 90                  | 90             | 2660          | Tercera ronda, perdió ante Juan Martín del Potro [WC] |
| 12              | 14   | David Goffin          | 2565   | 90                  | 10             | 2485          | Primera ronda, perdió ante Jared Donaldson [Q]        |
| 13              | 15   | Richard Gasquet       | 2230   | 360                 | 10             | 1880          | Primera ronda, perdió ante Kyle Edmund                |
| 14              | 16   | Nick Kyrgios          | 2060   | 10                  | 90             | 2140          | Tercera ronda, retiro ante Iliá Marchenko             |
| 15              | 17   | Roberto Bautista      | 2040   | 180                 | 90             | 1950          | Tercera ronda, perdió ante Lucas Pouille [24]         |
| 16              | 18   | Feliciano López       | 1840   | 360                 | 45             | 1525          | Segunda ronda, perdió ante João Sousa                 |
| 17              | 19   | Bernard Tomic         | 1780   | 90                  | 10             | 1700          | Primera ronda, perdió ante Damir Džumhur              |
| 18              | 20   | Pablo Cuevas          | 1745   | 45                  | 45             | 1745          | Segunda ronda, perdió ante Nicolás Almagro            |
| 19              | 22   | Steve Johnson         | 1635   | 10                  | 45             | 1670          | Segunda ronda, perdió ante Juan Martín del Potro [WC] |
| 20              | 21   | John Isner            | 1640   | 180                 | 90             | 1555          | Tercera ronda, perdió ante Kyle Edmund                |
| 21              | 23   | Ivo Karlović          | 1570   | 45                  | 180            | 1705          | Cuarta ronda, perdió ante Kei Nishikori [6]           |
| 22              | 24   | Grigor Dimitrov       | 1555   | 45                  | 180            | 1690          | Cuarta ronda, perdió ante Andy Murray [2]             |
| 23              | 35   | Kevin Anderson        | 1275   | 360                 | 90             | 1005          | Tercera ronda, perdió ante Jo-Wilfried Tsonga [9]     |
| 24              | 25   | Lucas Pouille         | 1481   | 10                  | 360            | 1831          | Cuartos de final, perdió ante Gaël Monfils [10]       |
| 25              | 26   | Philipp Kohlschreiber | 1475   | 90                  | 10             | 1481          | Primera ronda, retiro ante Nicolas Mahut              |
| 26              | 27   | Jack Sock             | 1450   | 45                  | 180            | 1585          | Cuarta ronda, perdió ante Jo-Wilfried Tsonga [9]      |
| 27              | 28   | Alexander Zverev      | 1415   | 35                  | 45             | 1425          | Segunda ronda, perdió ante Daniel Evans               |
| 28              | 29   | Martin Kližan         | 1405   | 45                  | 10             | 1370          | Primera ronda, perdió ante Mijaíl Yuzhny              |
| 29              | 30   | Sam Querrey           | 1400   | 10                  | 10             | 1400          | Primera ronda, perdió ante Janko Tipsarević [PR]      |
| 30              | 31   | Gilles Simon          | 1385   | 10                  | 45             | 1420          | Segunda ronda, perdió ante Paolo Lorenzi              |
| 31              | 33   | Albert Ramos          | 1330   | 10+45               | 10+20          | 1305          | Segunda ronda, perdió ante Andréi Kuznetsov           |
| 32              | 34   | Benoît Paire          | 1305   | 180                 | 45             | 1170          | Segunda ronda, perdió ante Marcos Baghdatis           |

#### Bajas masculinas notables
| Ranking | Jugador       | Puntos | Puntos que defender | Puntos ganados | Nuevos puntos | Motivo               |
| ------- | ------------- | ------ | ------------------- | -------------- | ------------- | -------------------- |
| 4       | Roger Federer | 4945   | 1200                | 0              | 3745          | Lesión en la rodilla |
| 8       | Tomáš Berdych | 3570   | 180                 | 0              | 3390          | Apendicitis          |

### Individual femenino
| Sembrada | Rank | Jugadora                  | Puntos | Puntos que defender | Puntos ganados | Nuevos puntos | Ronda hasta la que avanzó en el torneo               |
| -------- | ---- | ------------------------- | ------ | ------------------- | -------------- | ------------- | ---------------------------------------------------- |
| 1        | 1    | Serena Williams           | 7050   | 780                 | 780            | 7050          | Semifinales, perdió ante Karolína Plíšková [10]      |
| 2        | 2    | Angelique Kerber          | 6860   | 130                 | 2000           | 8730          | Campeona, venció a Karolína Plíšková [10]            |
| 3        | 3    | Garbiñe Muguruza          | 5830   | 70                  | 70             | 5830          | Segunda ronda, perdió ante Anastasija Sevastova      |
| 4        | 4    | Agnieszka Radwańska       | 5705   | 130                 | 240            | 5815          | Cuarta ronda, perdió ante Ana Konjuh                 |
| 5        | 5    | Simona Halep              | 5151   | 780                 | 430            | 4801          | Cuartos de final, perdió ante Serena Williams [1]    |
| 6        | 6    | Venus Williams            | 4005   | 430                 | 240            | 3815          | Cuarta ronda, perdió ante Karolína Plíšková [10]     |
| 7        | 8    | Roberta Vinci             | 3465   | 1300                | 430            | 2595          | Cuartos de final, perdió ante Angelique Kerber [2]   |
| 8        | 8    | Madison Keys              | 3286   | 240                 | 240            | 3286          | Cuarta ronda, perdió ante Caroline Wozniacki         |
| 9        | 10   | Svetlana Kuznetsova       | 3190   | 10                  | 70             | 3250          | Segunda ronda, perdió ante Caroline Wozniacki        |
| 10       | 11   | Karolína Plíšková         | 3135   | 10                  | 1300           | 4425          | Final, perdió ante Angelique Kerber [2]              |
| 11       | 12   | Carla Suárez Navarro      | 3100   | 10                  | 240            | 3330          | Cuarta ronda, perdió ante Simona Halep [5]           |
| 12       | 13   | Dominika Cibulková        | 3100   | 130                 | 130            | 3100          | Tercera ronda, perdió ante Lesia Tsurenko            |
| 13       | 14   | Johanna Konta             | 2905   | 280                 | 240            | 2865          | Cuarta ronda, perdió ante Anastasija Sevastova       |
| 14       | 16   | Petra Kvitová             | 2580   | 430                 | 240            | 2390          | Cuarta ronda, perdió ante Angelique Kerber [2]       |
| 15       | 15   | Timea Bacsinszky          | 2713   | 10                  | 70             | 2773          | Segunda ronda, perdió ante Varvara Lepchenko         |
| 16       | 17   | Samantha Stosur           | 2370   | 240                 | 70             | 2200          | Segunda ronda, perdió ante Zhang Shuai               |
| 17       | 18   | Anastasiya Pavliuchenkova | 2195   | 70                  | 130            | 2255          | Tercera ronda, perdió ante Karolína Plíšková [10]    |
| 18       | 21   | Barbora Strýcová          | 2050   | 130                 | 10             | 1930          | Primera ronda, perdió ante Monica Niculescu          |
| 19       | 20   | Yelena Vesniná            | 2054   | 70                  | 130            | 2114          | Tercera ronda, perdió ante Carla Suárez Navarro [11] |
| 20       | 22   | Kiki Bertens              | 1945   | 110                 | 10             | 1845          | Primera ronda, perdió ante Ana Konjuh                |
| 21       | 23   | Irina-Camelia Begu        | 1835   | 10                  | 10             | 1835          | Primera ronda, perdió ante Lesia Tsurenko            |
| 22       | 19   | Elina Svitolina           | 2101   | 130                 | 130            | 2101          | Tercera ronda, perdió ante Petra Kvitová [14]        |
| 23       | 24   | Daria Kasátkina           | 1773   | 130                 | 10             | 1653          | Primera ronda, perdió ante Wang Qiang                |
| 24       | 26   | Belinda Bencic            | 1602   | 130                 | 130            | 1602          | Tercera ronda, perdió ante Johanna Konta [13]        |
| 25       | 33   | Caroline Garcia           | 1555   | 10                  | 130            | 1675          | Tercera ronda, perdió ante Agnieszka Radwańska [4]   |
| 26       | 27   | Laura Siegemund           | 1600   | 40+140              | 130+13         | 1563          | Tercera ronda, perdió ante Venus Williams [6]        |
| 27       | 28   | Sara Errani               | 1590   | 130                 | 10             | 1470          | Primera ronda, perdió ante Shelby Rogers             |
| 28       | 30   | Coco Vandeweghe           | 1561   | 70                  | 10             | 1501          | Primera ronda, perdió ante Naomi Osaka               |
| 29       | 31   | Ana Ivanović              | 1560   | 70                  | 10             | 1560          | Primera ronda, perdió ante Denisa Allertová          |
| 30       | 32   | Misaki Doi                | 1555   | 70                  | 10             | 1495          | Primera ronda, perdió ante Carina Witthöft           |
| 31       | 34   | Tímea Babos               | 1510   | 10                  | 130            | 1630          | Tercera ronda, perdió ante Simona Halep [5]          |
| 32       | 35   | Mónica Puig               | 1500   | 10                  | 10             | 1500          | Primera ronda, perdió ante Zheng Saisai              |

#### Bajas femeninas notables
| Ranking | Jugadora          | Puntos | Puntos que defender | Puntos ganados | Nuevos puntos | Motivo           |
| ------- | ----------------- | ------ | ------------------- | -------------- | ------------- | ---------------- |
| 7       | Victoria Azarenka | 3551   | 430                 | 0              | 3121          | Embarazo         |
| 25      | Sloane Stephens   | 1612   | 10                  | 0              | 1602          | Lesión en el pie |

## Cabezas de serie dobles
| Jugadores             | Jugadores              | Rank1 | Cabeza de serie |
| --------------------- | ---------------------- | ----- | --------------- |
| Pierre-Hugues Herbert | Nicolas Mahut          | 3     | 1               |
| Ivan Dodig            | Marcelo Melo           | 10    | 2               |
| Bob Bryan             | Mike Bryan             | 11    | 3               |
| Jamie Murray          | Bruno Soares           | 12    | 4               |
| Jean-Julien Rojer     | Horia Tecău            | 20    | 5               |
| Daniel Nestor         | Vasek Pospisil         | 26    | 6               |
| Raven Klaasen         | Rajeev Ram             | 30    | 7               |
| Feliciano López       | Marc López             | 40    | 8               |
| Treat Huey            | Max Mirnyi             | 40    | 9               |
| Henri Kontinen        | John Peers             | 43    | 10              |
| Julien Benneteau      | Édouard Roger-Vasselin | 48    | 11              |
| Łukasz Kubot          | Alexander Peya         | 49    | 12              |
| Juan Sebastián Cabal  | Robert Farah           | 56    | 13              |
| Pablo Cuevas          | Marcel Granollers      | 69    | 14              |
| Oliver Marach         | Fabrice Martin         | 70    | 15              |
| Radek Štepánek        | Nenad Zimonjić         | 71    | 16              |

| Jugadoras             | Jugadoras           | Rank1 | Sembrada |
| --------------------- | ------------------- | ----- | -------- |
| Caroline Garcia       | Kristina Mladenovic | 7     | 1        |
| Chan Hao-ching        | Chan Yung-jan       | 14    | 2        |
| Tímea Babos           | Yaroslava Shvédova  | 16    | 3        |
| Andrea Hlaváčková     | Lucie Hradecká      | 19    | 4        |
| Yekaterina Makárova   | Yelena Vesniná      | 20    | 5        |
| Martina Hingis        | Coco Vandeweghe     | 21    | 6        |
| Sania Mirza           | Barbora Strýcová    | 22    | 7        |
| Julia Görges          | Karolína Plíšková   | 25    | 8        |
| Raquel Atawo          | Abigail Spears      | 34    | 9        |
| Vania King            | Monica Niculescu    | 43    | 10       |
| Xu Yifan              | Zheng Saisai        | 46    | 11       |
| Bethanie Mattek-Sands | Lucie Šafářová      | 58    | 12       |
| Andreja Klepač        | Katarina Srebotnik  | 58    | 13       |
| Darija Jurak          | Anastasia Rodionova | 68    | 14       |
| Kiki Bertens          | Johanna Larsson     | 80    | 15       |
| Barbora Krejčiková    | Kateřina Siniaková  | 85    | 16       |

### Dobles Mixto
| Jugadores             | Jugadores         | Rank1 | Cabeza de serie |
| --------------------- | ----------------- | ----- | --------------- |
| Sania Mirza           | Ivan Dodig        | 8     | 1               |
| Yaroslava Shvedova    | Bruno Soares      | 13    | 2               |
| Bethanie Mattek-Sands | Horia Tecău       | 25    | 3               |
| Raquel Atawo          | Jean-Julien Rojer | 28    | 4               |
| Chan Hao-ching        | Max Mirnyi        | 29    | 5               |
| Andrea Hlaváčková     | Łukasz Kubot      | 33    | 6               |
| Coco Vandeweghe       | Rajeev Ram        | 39    | 7               |
| Lucie Hradecká        | Marcin Matkowski  | 44    | 8               |

## Campeones defensores
| Modalidad                   | Campeón 2015                           | Campeón 2016                              |
| Individual masculino        | Novak Djokovic                         | Stan Wawrinka                             |
| Individual femenino         | Flavia Pennetta                        | Angelique Kerber                          |
| Dobles masculino            | Pierre-Hugues Herbert Nicolas Mahut    | Jamie Murray Bruno Soares                 |
| Dobles femenino             | Martina Hingis Sania Mirza             | Bethanie Mattek-Sands Lucie Šafářová      |
| Dobles mixto                | Martina Hingis Leander Paes            | Laura Siegemund Mate Pavić                |
| Individual júnior masculino | Taylor Harry Fritz                     | Félix Auger-Aliassime                     |
| Individual júnior femenino  | Dalma Gálfi                            | Kayla Day                                 |
| Dobles júnior masculino     | Félix Auger-Aliassime Denis Shapovalov | Juan Carlos Aguilar Felipe Meligeni Alves |
| Dobles júnior femenino      | Viktória Kužmová Aleksandra Pospelova  | Jada Hart Ena Shibahara                   |

## Invitaciones
| - Ernesto Escobedo - Bjorn Fratangelo - Mackenzie McDonald - Michael Mmoh - Rajeev Ram - Frances Tiafoe - Juan Martín del Potro - James Duckworth | - Danielle Collins - Kayla Day - Lauren Davis - Sofia Kenin - Vania King - Bethanie Mattek-Sands - Ellen Perez - Virginie Razzano |

| - Taylor Fritz / Tommy Paul - Ryan Harrison / Austin Krajicek - Denis Kudla / Dennis Novikov - Mackenzie McDonald / Martin Redlicki - John McNally / Jeffrey Wolf - Nicolas Meister / Eric Quigley - Daniel Nguyen / Noah Rubin | - Brooke Austin / Kourtney Keegan - Catherine Bellis / Julia Boserup - Jacqueline Cako / Danielle Lao - Samantha Crawford / Jessica Pegula - Jada Hart / Ena Shibahara - Asia Muhammad / Taylor Townsend - Ashley Weinhold / Caitlin Whoriskey |

### Dobles mixto
- Emina Bektas /  Evan King
- Nicole Gibbs /  Dennis Novikov
- Jamie Loeb /  Noah Rubin
- Christina McHale /  Ryan Harrison
- Melanie Oudin /  Mitchell Krueger
- Taylor Townsend /  Donald Young
- Sachia Vickery /  Frances Tiafoe
- Martina Hingis /  Leander Paes

## Clasificados
| 1. Alessandro Giannessi 2. Christian Harrison 3. Karen Jachánov 4. Guido Andreozzi 5. Jan Šátral 6. Steve Darcis 7. Márton Fucsovics 8. Thomas Fabbiano 9. Radek Štepánek 10. Guilherme Clezar 11. Ryan Harrison 12. Iliá Ivashka 13. Saketh Myneni 14. Jared Donaldson 15. Marco Chiudinelli 16. Mischa Zverev | 1. Kristína Kučová 2. Duan Yingying 3. Montserrat González 4. Nadia Podoroska 5. Elise Mertens 6. Mandy Minella 7. Catherine Bellis 8. Wang Yafan 9. Taylor Townsend 10. Jessica Pegula 11. Ana Bogdan 12. Barbara Haas 13. Richèl Hogenkamp 14. Antonia Lottner 15. Laura Robson 16. Aleksandra Krunić |

## Campeones

### Sénior

#### Individuales masculino
Stanislas Wawrinka venció a  Novak Djokovic por 6-7(1), 6-4, 7-5, 6-3

#### Individuales femenino
Angelique Kerber venció a  Karolína Plíšková por 6-3, 4-6, 6-4

#### Dobles masculino
Jamie Murray /  Bruno Soares vencieron a  Pablo Carreño /  Guillermo García-López por 6-2, 6-3

#### Dobles femenino
Bethanie Mattek-Sands /  Lucie Šafářová vencieron a  Caroline Garcia /  Kristina Mladenovic por 2-6, 7-6(5), 6-4

#### Dobles mixtos
Laura Siegemund /  Mate Pavić vencieron a  Coco Vandeweghe /  Rajeev Ram por 6-4, 6-4

### Júnior

#### Individuales masculino
Félix Auger-Aliassime  venció a  Miomir Kecmanović por 6-3, 6-0

#### Individuales femenino
Kayla Day venció a  Viktória Kužmová por 6-3, 6-2

#### Dobles masculinos
Juan Carlos Aguilar /  Felipe Meligeni Alves vencieron a  Félix Auger-Aliassime /  Benjamin Sigouin por 6-3, 7-6(4)

#### Dobles femeninos
Jada Hart /  Ena Shibahara vencieron a  Kayla Day /  Caroline Dolehide por 4-6, 6-2, [13-11]

### Silla de ruedas
No se disputa debido a la coincidencia con los Juegos Paralímpicos de Río de Janeiro 2016.